# Kamil Piotrowicz
Kamil Piotrowicz (ur. 7 sierpnia 1992 w Koszalinie) – polski pianista, kompozytor i producent muzyczny.

## Życiorys
Pochodzi z Koszalina. Ukończył z wyróżnieniem studia licencjackie w klasie kompozycji prof. zw. dra hab. Leszka Kułakowskiego na Akademii Muzycznej w Gdańsku oraz w Rhythmic Music Conservatory w Kopenhadze. Obecnie rozpoczął pianistyczne studia doktoranckie w The Royal Academy of Music w Aarhus.

## Twórczość
Zadebiutował wraz ze swoim kwintetem (założonym w 2014 r.) albumem Birth, wydanym przez słowacką wytwórnię Hevhetia jesienią 2015. Współtworzy festiwal Idealistic Festival oraz niezależne wydawnictwo Howard Records. Jest liderem i członkiem zespołów Kamil Piotrowicz Sextet, LAWAAI, Wojtczak / Piotrowicz i HAŁVVA. Trzeci album nagrany w sekstecie (Weird Heaven) zawiera 9 utworów, skomponowanych przez artystę w latach 2019–2021 i nagranych w Studio S2 Polskiego Radia. Ich prawykonanie odbyło się podczas specjalnego koncertu dla Programu II Polskiego Radia w Warszawie w kwietniu 2021 r. oraz podczas dwóch koncertów w czerwcu 2022 r. – w Lincoln Center for the Performing Arts i Dizzy’s Club w Nowym Jorku (Jazztopad NY). Koncertował w wielu państwach Europy, jak i również w Afryce. Współpracował m.in. z Tim’em Berne’m, Christianem Lillingerem, Jaimie Branch, Jacobem Anderskovem, Lotte Anker, Sainkho Namtchylak czy Jankiem Młynarskim.

## Nagrody
Otrzymał szereg nagród kulturalnych, m.in. Zachodniopomorską Nagrodę Kulturalną „Pro Arte” czy „Młody Twórca Kultury” Miasta Gdańska. Został laureatem wielu festiwali, m.in. Jazz nad Odrą, Krokus Jazz Festiwal i Blue Note Jazz Competition. Za pierwszy album nagrany w sekstecie (Popular Music), otrzymał nominację do Fryderyka 2017. Podobnie za kolejną płytę zespołu Kamil Piotrowicz Sextet pt. Product Placement był nominowany do Nagrody Muzycznej „Fryderyk” w edycji 2019.

## Dyskografia
| Rok  | Tytuł |
| 2015 | Birth - Wykonawca: Kamil Piotrowicz Quintet - Data: 8 czerwca 2015 - Wydawca: Hevhetia                        |
| 2016 | Dark Matter - Wykonawca: Minim Experiment - Data: 2 września 2016 - Wydawca: For Tune                         |
| 2016 | Popular Music - Wykonawca: Kamil Piotrowicz Sextet - Data: 24 października 2016 - Wydawca: Hevhetia           |
| 2018 | Lawaai - Wykonawca: Lawaai - Data: 4 marca 2018 - Wydawca: Self released                                      |
| 2018 | Product Placement - Wykonawca: Kamil Piotrowicz Sextet - Data: 26 października 2018 - Wydawca: Howard Records |
| 2019 | Densities, Forces, Intensities - Wykonawca: Lawaai - Data: 27 września 2019 - Wydawca: Howard Records         |
| 2019 | Plastic Poetry - Wykonawca: Wojtczak / Piotrowicz - Data: 16 października 2019 - Wydawca: Howard Records      |
| 2020 | Earth - Wykonawca: Minim feat. Sainkho - Data: 2020-11-06 - Wydawca: Self Released                            |
| 2022 | Weird Heaven - Wykonawca: Kamil Piotrowicz Sextet - Data: 23 września 2022 - Wydawca: Howard Records          |